# Moniliformis gracilis
Moniliformis gracilis är en hakmaskart som först beskrevs av Rudolphi 1819.  Moniliformis gracilis ingår i släktet Moniliformis och familjen Moniliformidae. Inga underarter finns listade i Catalogue of Life.